# Meggoleus spirator
Meggoleus spirator är en stekelart som beskrevs av Henry Keith Townes, Jr. 1971. Meggoleus spirator ingår i släktet Meggoleus och familjen brokparasitsteklar. Inga underarter finns listade i Catalogue of Life.